# 美凶神YIG
『美凶神YIG（びきょうしんいぐ）』とは、菊地秀行による日本の伝奇小説。1996年に開始し、刊行が止まっていたが2018年に完結した。

## 出版と完結の経緯
1996年に光文社カッパ・ノベルスから2巻が刊行され、2000年と2001年に光文社文庫から2巻が刊行されたが、完結していなかった。カッパ・ノベルス版の刊行から22年後の2018年には、創土社のクトゥルー・ミュトス・ファイルズから、書き下ろしを加えて新装版上下巻で刊行され完結した。
もともとは単に『YIG』というだけのタイトルであったが、2巻にて『美凶神YIG 2』と変更された。
| 「                                    | 始祖ラヴクラフトや後の追随者とは全く別の、いわば菊池流クトゥルー神話とでもいうべきものが誕生しそう | 」 |
| — （『美凶神YIG 2』著者のことばより） | |    |

旧支配者が復活したらやばいとは言われているが、やばいので防がれてしまうのが、ラヴクラフトやオーガスト・ダーレスのストーリーであった。だがロバート・ブロックは『アーカム計画』でカタストロフを起こしてしまった。本作は、旧支配者の復活から10年後の近未来（執筆当時）を舞台に、人類と邪神の戦いが描かれている。また、菊地はクトゥルフとヨグ＝ソトースを敵対者同士とすることが多く、本作でも同様である。
構成は、旧版が1巻5章、2巻5章（新版の10章まで）。新版は、上巻1-7章、下巻8-14章。

## 用語
クトゥルー
海底の旧支配者で、イカに似た頭部を持つ。ラヴクラフトが『クトゥルーの呼び声』で言及した邪神。人類を滅ぼして、地球を支配したいと考えている。
ヨグ＝ソトホース
異次元の旧支配者。ラヴクラフトが『ダンウィッチの怪』で言及した邪神。人類を滅ぼして、地球を非物質宇宙へと持っていきたいと考えている。
ネクロノミコン（死霊秘法）
アブドゥラ・アルハズレッドが記した書物。ラヴクラフトの『ダンウィッチの怪』を信用するなら、怪物の撃退法が書かれているらしく、世界中の諜報機関が探し求めている。
ラヴクラフトの著書には公的機関に何冊か収蔵されていると書かれているが、作中現実では「あるかもしれない」幻の文献。ただ1冊がミスカトニック大学にあるが、誰にも読むことができない。「金庫に300年間封印中で、外から無理に取り出そうとすると内側から爆破焼却される」状態となっており、この1冊は詰んでいる。
瑠々井栄作が1冊持っており、キーアイテムとなっている。

## あらすじ
邪神クトゥルーは人類を滅ぼして地球を支配しようと考え、また邪神ヨグ＝ソトホースは人類を滅ぼして地球を異次元に持っていこうと考えており、目的の異なる2邪神は敵対している。
旧支配者が復活して10年が経過し、人類の文明が半壊した。老富豪・瑠々井栄作は邪神撃退の魔術を用いて、人類と地球を救おうとする。だが完成間近でクトゥルーに目をつけられたために、ボディガードを募集する。武芸と超能力を極めた猛者たちが招集され、その中にイヴという女性がいた。
さらには、人類とクトゥルーの戦いに、ヨグ＝ソトホースが介入してくる。栄作のネクロノミコン解読は着々と進むも、クトゥルー陣営の攻撃も激化する。

### 過去
1936年にプロヴィデンスで怪奇作家HPラヴクラフトが没する。1938年にシカゴで、史上最悪と称された殺人鬼ジェス・バルドス（JB）の死刑が執行される。
200X年、ある貨物船の沈没事故を契機に、怪生物たちによる大規模災害が多発する。HPラヴクラフトが小説に書いたフィクションの怪物たちが、実在したのである。さらに世界各地で邪教カルトが活発化し、生贄にされる市民が相次ぐようになる。治安は崩壊し、10年かけてそこそこの復興がなされた。
ラヴクラフトの著書を読んでも怪物共の倒し方はわからなかったが、『ダンウィッチの怪』には「怪物を撃退させた魔法薬の作り方がネクロノミコンに書いてある」と記されていたため、この幻の書物を誰もが血眼になって探求する。
青森県の港町「三鬼餓」は、邪神同士のパワーバランスの空白地帯となっていた。オカルティストの老富豪・瑠々井栄作は、邪神の侵略から世界を守る秘法を探り当てる。だが完成寸前で邪神勢力に嗅ぎつけられたために、ボディガードを募集する。一方でついに邪神の影響は三鬼餓にも達し、インスマウス症に病変した者は迫害を受ける。

### 上巻1-7章
201X年、トラック運転手の移木は、カルトに襲われて生贄にされかけたところを、謎の美女イヴに助けられる。イヴは三鬼餓の瑠々井邸に行きたいと言い、移木は彼女の性格に翻弄されつつ、イヴを町まで送る。暮麻忘を始めとするボディガード志望者同士で揉め事が起きつつも、イヴと移木は瑠々井栄作・美月夫妻に面会し、移木は魔人達と神の戦いに巻き込まれてしまう。
海から襲来したギルとイヴが交戦となり、撤退したギルはイヴを敵視する。他のボディガードたちは、得体の知れないイヴを警戒する。移木は立花家に泊めてもらうことになり、立花剛志少年と行動を共にする。
栄作の体内にダゴンの血が入り、汚染された栄作は半死状態に陥る。栄作の魔術を為すためには星辰の刻限が決まっており、それまで栄作を元の身体に戻さなければならない。

### 下巻8-12章
海上でイヴとギルが再戦する。海を司るダゴンの娘ギルと、血を司る蛇イヴの戦いは、イヴが勝利する。魚人たちに包囲され、イヴは自分の名はYIGであると名乗り、「たかがクトゥルーごとき」とまで豪語する。戦いが終わった後に、YIGが「未消化の半魚人」を吐瀉したところを、剛志は見てしまう。そして剛志は行方不明になる。危険度が上がったために、移木と立花夫妻は瑠々井邸に避難する。（旧版2巻ここまで）
栄作が目覚め、また瑠々井邸に1938年から殺人鬼JBがやって来る。JBは、ヨグ＝ソトホースが美月に産ませた子供であり、過去の時代に送られて成長した後に、母親を守りクトゥルーに対抗させるために現代に送り込まれたのである。さらにJBには「不可視の兄弟」ウィルバーが伴い、YIGもヨグ＝ソトホース側の者であるらしい。栄作はYIGとJBを危険視し、抹殺すべきと結論付けるが、美月は自分の子が始末されるのを受け入れられない。栄作は美月に命令して、ウィルバーにJBとYIGを殺させようとする。だが、ウィルバーは美月の手に負えず、JBは殺人鬼として民家を襲い出しYIGがなんとか手綱を握る。
クトゥルーの一味は、米軍の原潜を占領し、三鬼餓に向けて核ミサイルを発射する。自衛隊の迎撃ミサイルはシャンタク鳥に妨害され、絶体絶命。しかし、JBがライフル狙撃で「核ミサイル内の装置を精密に撃ち抜き」無力化に成功する。

### 下巻13-14章
栄作のネクロノミコン解読は着々と進む。最終段階に至り、美月が栄作に脳手術を施す。夜が明けて目覚めれば、最後の箇所が読めるようになるはずである。
クトゥルーは海上から、瑠々井邸に向かって「山脈級の」岩を投擲してくる。衝突すれば、東北地方が壊滅するだろう巨岩を、ウィルバーが超常能力で防ぐ。屋敷は無事であり、栄作が目覚めて、最終解読に入る。姿を消していた剛志が現れるも、様子がおかしく、何かをされたらしい。自衛隊は、瑠々井邸を防衛すべく隊を派兵するが、実は彼らはクトゥルー側からの刺客であり、ボディガード達と戦いとなる。
ダゴンの最終作戦は、ギルが命を捨てて、JB兄弟を洗脳すること。YIGvsJB兄弟の戦いで、YIGは人間との混血ではなく本物の神の血であることが明かされる。剛志と移木が、上空のヘリから薬品を散布すると、不可視のウィルバーの姿が実体化する。ウィルバーは絶命し、JBは逃亡する。栄作は読解に成功するが、代償に脳が死滅し、美月に伝言して続きを託す。美月を殺そうとするJBを、YIGと暮麻が倒す。だが、ついにクトゥルーが目覚め、大津波が日本列島に迫る。ヨグ＝ソトホースの使命を帯びてやって来たYIGに、剛志はやめてくれるよう懇願する。美月がクトゥルー封印の呪文を唱え、世界は救われる。
1年後のアメリカで、移木はトラックを運転している道中に、YIGと再会を果たす。地球を異次元に持っていくのを、YIGは人類に肩入れしてやめたという。

## 登場人物

### 主要人物
イヴ（YIG）
蛇じみた雰囲気の美女。顔色は蒼白く、黒髪が顔の左半分を覆う。
チューブ状の物体を伸ばして自在に操り、物を絡め取ったり、何トンもの重量を易々と動かすことができる。他にも毒蛇を操ったり、血液に薬や毒を作用させる異能を有する。
新鮮な魚介類も「死んでいる」と言って食べない。瑠々井邸の同僚達からは、ダゴン等よりもよっぽど得体が知れないと警戒される。第10章にて、真の名がYIGと判明。
移木（うつりぎ）
トラックの長距離ドライバー。25歳。イヴに翻弄され、巻き込まれて、立花家に居候する。
イヴの口車によって「移木がイヴを雇っており、栄作が移木をボディガードに雇っている」という、複雑な状況にされている。戦闘スキルは皆無。イヴの使い魔の蛇が護衛についており、剛志と行動することが多い。
暮麻忘（くれま ぼう）
盲目の剣士。ボディガード達の中でも抜きんでた実力者。イヴの実力を認めるも、得体の知れなさに警戒する。
瑠々井栄作（るるい えいさく）
猿じみた容貌の老富豪。80歳超。対クトゥルーの秘術を研究しており、ボディガードを募集する。
アーサー・ジャーミンの子孫。血に宿る力で、ネクロノミコンを記した未知の言語を読むことができる。だがそれでも読解には不完全であり、欠損を補う目的で美月を妻にした。
瑠々井美月（るるい みつき）
栄作の妻である若い女性。華族の末裔で、生物学者の娘。
老齢の富豪である栄作に見初められ、周囲の反対を押し切り自ら望んで結婚した。かつて妊娠したことがあるが、出産時に子供が消失した。
立花剛志（たちばな ごうし）
三鬼餓に住む子供。10歳。イヴに助けられ、移木と行動を共にする。
YIGの秘密を見てしまい、丸呑みにされて一時消息不明となる。最終章にて、JBに致命傷を負わされ、最後の力でYIGに、地球を異次元に持っていかないように懇願して命尽きる。
ギル
ダゴンとハイドラの娘である妖艶な女怪。空中を泳ぐ毒クラゲを操る。
JB（ジェス・バルドス）
快楽殺人鬼。ヨグ＝ソトホースが瑠々井美月に産ませた子供。タイムトラベルを経てやって来た。ボディガードなど務まるはずもない危険人物。
双生児ウィルバーがいる。そちらはより父親似の、おぞましい巨体をしており、人間の目には映らない。

### 三鬼餓
- 添火（そえび） - ボディガード2。若者。100メートルの針金を自在に操る。第6章にてダゴンの血を浴びて傀儡と化し、イヴに斬られる。
- 稲城（いなぎ） - ボディガード3。迷彩服のガンマン。アポーツの超能力で早撃ちする。最終章にてJBに敗れて死ぬも、JBにも大ダメージを与えていた。
- 我聞（がもん） - ボディガード4。居合の剣士。短柄薙刀から、射程100メートルの念力の刃を振るう。第11章にてJBに敗れ死亡。
- 呀（こう） - ボディガード5。コンバットスーツの大男。大型銃を軽々と使いこなす。最終章にて自衛隊と戦い死亡。
- ジョン・W - ボディガード6。長身の黒人。素手とテレポートで戦う。最終章にて暴走した剛志に殺される。
- 立花敏男（たちばな としお） - 剛志の父。深き者と関わり、身体が病変したことで、一家は迫害されている。
- 立花菜摘（たちばな なつみ） - 剛志の母。
- 大村（おおむら） - 自衛隊の大尉・小隊長。隊員40名、10式戦車1台、AH-64D アパッチ・ロングボウヘリ1機を指揮する。国の命令で瑠々井家の警護に派遣されるが、実はクトゥルー側からの刺客。

### クトゥルーの眷属群
- ダゴン - タコ状の頭頂をした水棲巨人。クトゥルーに仕え、人間視点では神と呼ばれるクラスの怪物。水を司り、また血液からは無数の分身体「ダゴンの子ら」を増殖させる。
- ハイドラ - ダゴンの配偶者。ダゴンとは異なる能力を持つ。
- 深き者たち（ディープ・ワンズ）、ショゴス、シャンタク鳥 - クトゥルーとダゴンの眷属。

### その他
- ハワード・フィリップス・ラヴクラフト - 1936年に死没した怪奇作家。邪神の復活が現実化したことで、予言者として有名になる。
- アーサー・ジャーミン卿 - 瑠々井栄作の先祖。ラヴクラフトの『故アーサー・ジャーミンとその家系に関する事実』に登場する人物。
- エイクリー - ヴァーモントの新聞記者だが、精神はユゴス星人の工作員[注 1]。刑務所を訪れ、JBが死刑執行されたと偽装する。